# Buffalo (North Dakota)
Buffalo is een plaats (city) in de Amerikaanse staat North Dakota, en valt bestuurlijk gezien onder Cass County.

## Demografie
Bij de volkstelling in 2000 werd het aantal inwoners vastgesteld op 209.
In 2006 is het aantal inwoners door het United States Census Bureau geschat op 187, een daling van 22 (-10,5%).

## Geografie
Volgens het United States Census Bureau beslaat de plaats een oppervlakte van
0,6 km², geheel bestaande uit land. Buffalo ligt op ongeveer 367 m boven zeeniveau.

## Plaatsen in de nabije omgeving
De onderstaande figuur toont nabijgelegen plaatsen in een straal van 20 km rond Buffalo.